# نيون بيتريتشن (سيرري)
نيون بيتريتشن (Νέον Πετρίτσιον) هي مدينة في سيرري في مقاطعة فوريا إلادا في اليونان.